# 왕천
왕천(王晨, 1950년 12월 - )은 중화인민공화국의 정치인이다. 현재, 중앙정치국 위원이자 제12기 전국인민대표대회 상무위원회 부위원장 겸 비서장이다. 광명일보 편집인, 인민일보 편집인, 인민일보 사장, 중앙 선전부 부부장 등을 역임했으며 국무원 신문판공실 주임과 국가정보판공실 주임 등을 지냈다.

## 생애
베이징시에서 태어났다. 1969년 고등학교를 졸업한 왕천은 옌안시에 가서 문화대혁명 하방의 영향을 받은 '지식청년'이 되어 이쥔현에서 일을 했다. 같은 해 말 중국 공산당에 입당하고 중국공산당 이쥔현 현위원회에서 근무했다. 1973년 중국공산당 옌안시 위원회로 자리를 옮겼다. 1974년부터 광명일보 기자로 일했고 1979년부터 1982년까지 중국사회과학원에서 신문학을 전공하여 문학 석사 학위를 받았다. 이후 광명일보로 돌아왔다.
광명일보로 복귀한 왕천은 정치경제부 기자와 군공부 부주임, 주임을 맡았다. 1984년 편집실 주임을 지냈고 1986년에는 부편집장을 거쳐 1995년 광명일보 총편집장으로 승진했다. 2000년 6월, 20년 이상 근무한 광명일보를 떠나 중국공산당 중앙선전부 부부장에 임명되었고 인민일보 총편집장을 맡았다. 2002년 인민일보 사장이 되었고 중국전국기자협회 부의장과 중국기자협회 의장으로 선출되었다. 2008년 3월, 국무원 신문 판공실 주임으로 임명되었다.
2013년 3월 14일, 제12기 전국인민대표대회 제1차 회의에서 전국인민대표대회 상무위원회 부위원장 겸 비서장으로 선출되었다. 2015년 7월부터 전국인민대표대회 상무위원회 기관 당조서기를 겸했다. 2017년 10월 제17기 중국공산당 중앙정치국 위원으로 선출되었다.